# 潘博
潘博（法語：Pimbo，法語發音：[pɛ̃bo]）是法国朗德省的一个市镇，属于蒙德马桑区。

## 地理
潘博（43°34'33"N, 0°22'40"W）面积10.89 平方千米，位于法国新阿基坦大区朗德省，该省份为法国西南部沿海省份，是法國本土面积第二大的省，北起吉倫特省，西临大西洋，南至大西洋比利牛斯省，东临热尔省，东北与洛特-加龍省接壤。
与潘博接壤的市镇（或旧市镇、城区）包括：克莱德、拉卡然特、洛雷、米拉蒙-桑萨克、菲隆当、皮约勒卡扎莱、阿尔扎克-阿拉济盖、普尔西于格-布库。

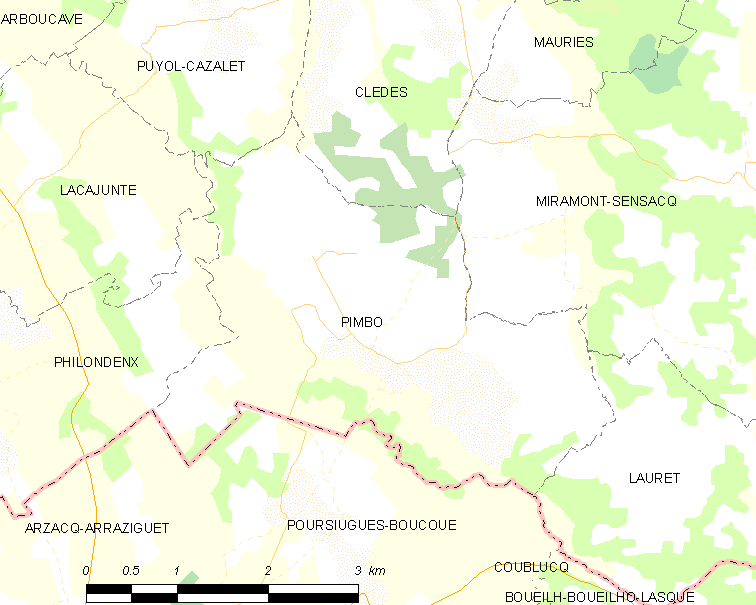
潘博的OSM定位图

潘博的时区为UTC+01:00、UTC+02:00（夏令时）。

## 行政
潘博的邮政编码为40320，INSEE市镇编码为40226。

## 政治
潘博所属的省级选区为沙洛斯-蒂尔桑县。

## 人口

1962-2008年间潘博人口变化图示

潘博于2022年1月1日时的人口数量为198人。